# Mona Van Duyn

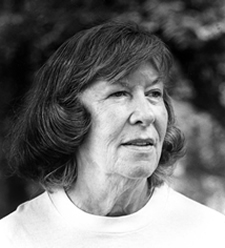
Mona Van Duyn, 1992/1993

Mona Jane Van Duyn (* 9. Mai 1921 in Waterloo, Iowa; † 2. Dezember 2004 in University City, Missouri) war eine US-amerikanische Dichterin. Sie wurde 1992 zur Poet Laureate der Library of Congress ernannt.

## Leben
Van Duyn wurde 1921 in Waterloo, Iowa, geboren und wuchs in der Kleinstadt Eldora auf, wo sie in der Stadtbibliothek fleißig las und von der Grundschule bis zur Highschool heimlich Gedichte in Notizbücher schrieb. Van Duyn erwarb 1942 einen B.A. am Iowa State Teachers College und 1943 einen M.A. an der University of Iowa, dem Jahr, in dem sie Jarvis Thurston heiratete. Sie und Thurston studierten im Rahmen des Ph.D.-Programms in Iowa. Im Jahr 1946 wurde sie als Dozentin an der University of Louisville eingestellt, als ihr Mann dort Assistenzprofessor wurde. Gemeinsam gründeten sie Perspective: A Quarterly of Literature and the Arts, das sie die nächsten zwanzig Jahre, bis zur Einstellung 1975, herausgab. Als sie 1950 an die Washington University in St. Louis zogen, verlegten sie die Zeitschrift dorthin. In St. Louis unterrichtete Van Duyn von 1950 bis 1967 Englisch an der Washington University.
Van Duyn und Thurston sind für ihre Rolle bei der Förderung literarischer Talente im ganzen Land und für die Veröffentlichung früher Werke von Anthony Hecht, W. S. Merwin, Douglas Woolf und vielen anderen bekannt. Van Duyn war mit dem Dichter James Merrill befreundet und trug Mitte der 1960er Jahre maßgeblich dazu bei, dass dessen Nachlass in die Sondersammlungen der Washington University aufgenommen wurde.
Bis zu ihrer Pensionierung im Jahr 1990 war sie Dozentin am University College der Washington University. Im Jahr 1983, ein Jahr nach der Veröffentlichung ihres fünften Gedichtbandes, wurde sie zur außerordentlichen Professorin am Fachbereich Englisch ernannt und 1987 zur Visiting Hurst Professor, dem Jahr, in dem sie zum Mitglied des National Institute of Arts and Letters ernannt wurde.
Van Duyn gewann alle wichtigen US-Preise für Lyrik, darunter den National Book Award for Poetry (1971) für To See, To Take, eine Gedichtsammlung, die drei frühere Bücher und einige nicht gesammelte Werke zusammenfasste, den Bollingen Prize (1971), den Ruth Lilly Poetry Prize (1989) und den Pulitzer-Preis (1991) für Near Changes. 1981 wurde sie Fellow der Academy of American Poets und 1985 dort eine der zwölf Chancellors  auf Lebenszeit. 1992 erschien die Gedichtsammlung If It Be Not I, die die vier Bände umfasste, die seit ihrer ersten Gedichtsammlung erschienen waren. Gleichzeitig erschien eine neue Gedichtsammlung, Firefall. Von 1992 bis 1993 war sie Poet Laureate der Library of Congress. 1993 wurde sie in den St. Louis Walk of Fame aufgenommen. 1996 wurde sie zum Fellow der American Academy of Arts and Sciences gewählt.
Trotz ihrer Auszeichnungen schwankte ihre Karriere zwischen Lob und Vergessenheit. Ihre Ansichten über Liebe und Ehe reichten von bissig bis optimistisch. In What I Want to Say schrieb sie über die Liebe:
It is the absolute narrowing of possibilities
and everyone, down to the last man
dreads it
Später beschrieb sie es versöhnlicher in Late Loving
Love is finding the familiar dear
Am 2. Dezember 2004 starb sie im Alter von 83 Jahren an Knochenkrebs. Die Washington Post schrieb zu ihrem Tode von ihrem Witz und ihrer Weisheit und zitierte Zeilen aus ihrem Sonnet for Minimalists:
The world's perverse,
but it could be worse.
Ihr Nachlass wird in der Universitätsbibliothek der Washington University aufbewahrt.

## Werke
- Valentines to the Wide World. The Cummington Press,  Cummington, MA 1959.
- A Time of Bees. University of North Carolina Press, Chapel Hill, NC 1964.
- To See, To Take: Poems. Atheneum Books, New York City 1970.
- Bedtime Stories. Ceres Press, 1972.
- Merciful Disguises: Poems Published and Unpublished. Atheneum Books, New York City 1973.
- Letters From a Father, and Other Poems. Atheneum Books, New York City 1982.
- Near Changes. Alfred A. Knopf, New York City 1990.
- Firefall. Alfred A. Knopf, New York City 1992.
- If It Be Not I: Collected Poems, 1959-1982. Alfred A. Knopf, New York City 1994.
- Selected Poems. Alfred A. Knopf, New York City 2003.